# Голы, Карел
Карел Голы (чеш. Karel Holý; 3 февраля 1956, Прага — 23 ноября 2024, Прага) — чехословацкий хоккеист, нападающий. Участник Кубка Канады 1976 и Олимпийских игр 1980 в составе сборной Чехословакии.

## Биография
Карел Голы известен по выступлениям за пражскую «Спарту». Также играл в Германии и Финляндии.
В составе сборной Чехословакии принимал участие в Кубке Канады 1976 и Олимпийских играх 1980. Был признан лучшим нападающим чемпионата Европы среди юниоров 1975, также вошёл в символическую сборную молодёжного чемпионата мира 1976.
После окончания карьеры хоккеиста стал тренером. Работал с юниорскими командами в родной «Спарте».
Умер в Праге 23 ноября 2024 года в возрасте 68 лет.

## Достижения
- Серебряный призёр чемпионата Европы среди юниоров 1975
- Бронзовый призёр молодёжного чемпионата мира 1976
- Профиль на eliteprospects.com